# Карлсдорф (Тюрингия)
Карлсдорф (нем. Karlsdorf) — община в Германии, в земле Тюрингия.
Входит в состав района Зале-Хольцланд. Подчиняется управлению Хюгелланд/Телер. Население составляет 99 человек (на 31 декабря 2010 года). Занимает площадь 4,69 км².
Коммуна подразделяется на 22 сельских округа.